# Ignaz-Günther-Haus

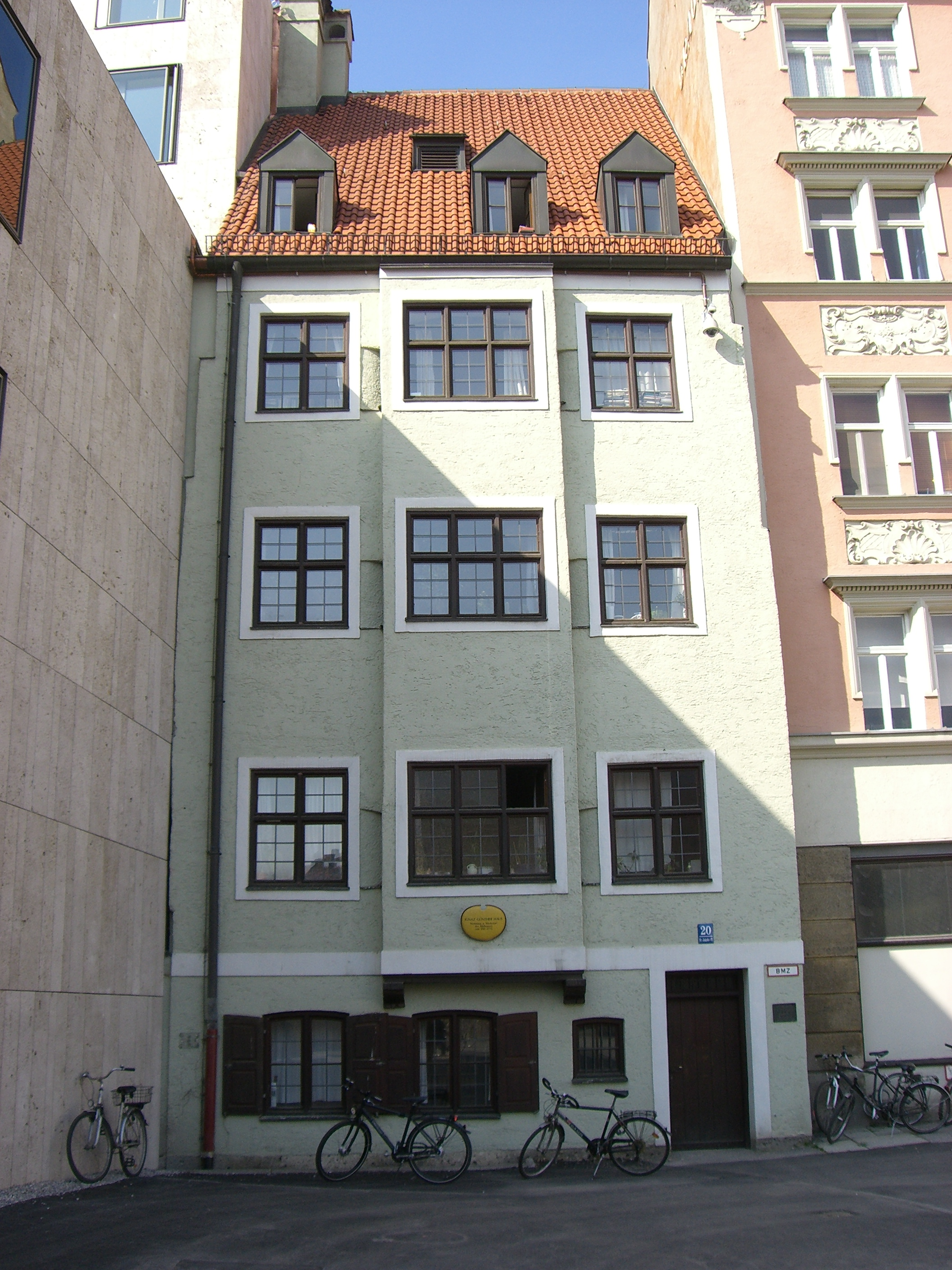
Vorderseite zum Sankt-Jakobsplatz

Das Ignaz-Günther-Haus ist ein Altmünchner Bürgerhaus am Sankt-Jakobs-Platz 20 im Angerviertel der Altstadt von München. Von 1761 bis 1775 war es das Atelier- und Wohnhaus des Rokoko-Bildhauers Ignaz Günther. Heutzutage ist das geschützte Baudenkmal Sitz der Verwaltung des Münchner Stadtmuseums.

## Geschichte

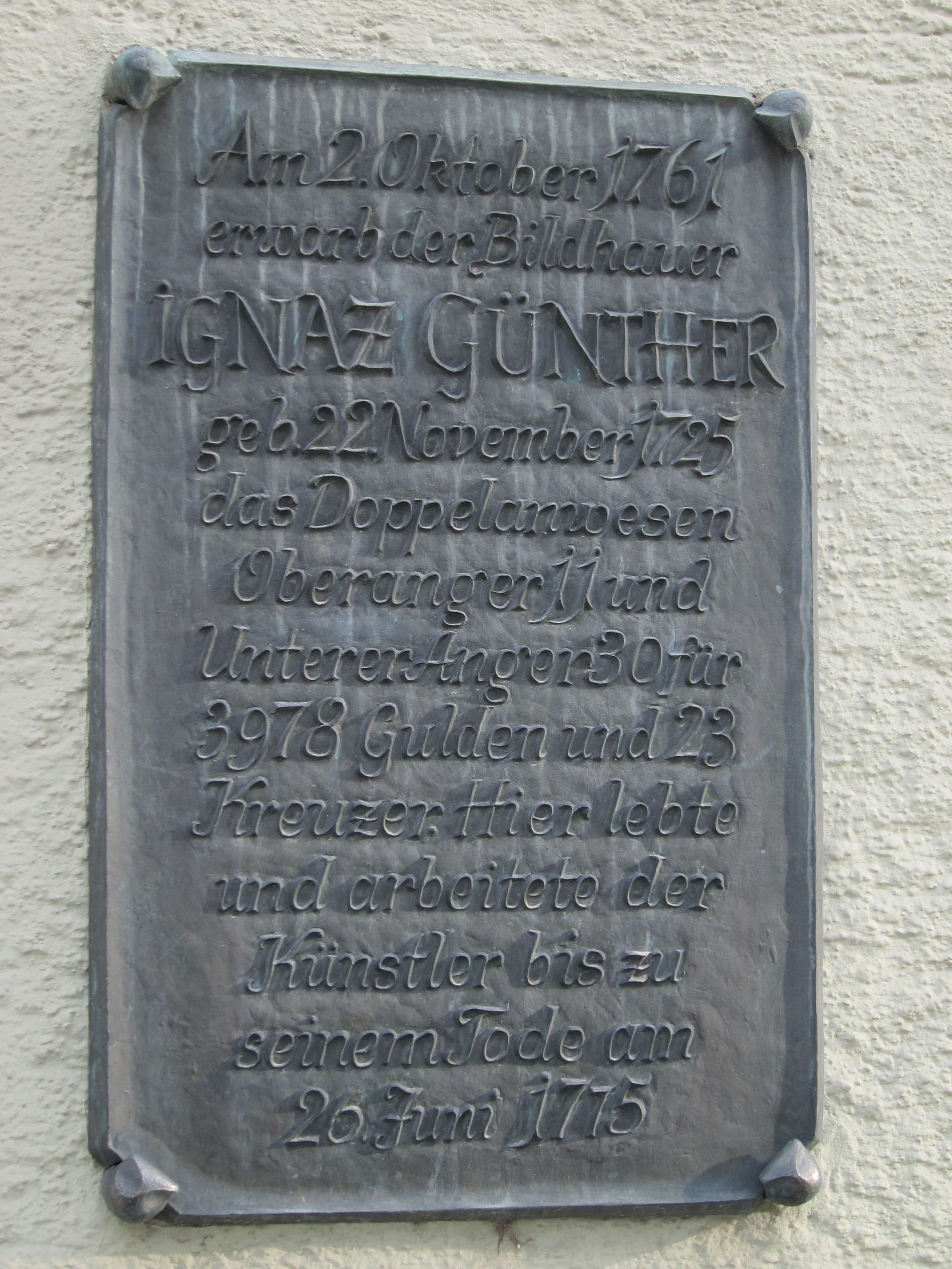
Dokumentation des Kaufs

Das Gebäude stammt im Kern noch aus dem späten Mittelalter, es entstand aber Mitte des 18. Jahrhunderts durch die Zusammenlegung zweier Häuser. Eine Tafel am Oberanger, also auf der Rückseite des Gebäudes, hält folgendes über den Kauf des Hauses durch den Künstler Ignaz Günther fest:

„Am 2. Oktober 1761 erwarb der Bildhauer IGNAZ GÜNTHER geb. 22. November 1725 das Doppelanwesen Oberanger 11 und Unteren Anger 30 für 3.978 Gulden und 23 Kreuzer. Hier lebte und arbeitete der Künstler bis zu seinem Tode am 20. Juni 1775“

An das ursprüngliche Aussehen erinnern noch ein kleiner Innenhof mit Brunnen, eine steile Treppe – eine sogenannte „Himmelsleiter“ – ein Zimmer mit Balkendecke und Dachgauben, die „Ohrwaschl“ genannt werden.
Das Gebäude wurde Mitte des 19. Jahrhunderts erneuert. Nach schweren Schäden durch den Zweiten Weltkrieg wurde es 1975–1977 wiederhergestellt.
Seit 1977 gehört es zum Stadtmuseum München und ist jetzt der Sitz der Verwaltung des Münchner Stadtmuseums.

## Baudenkmal

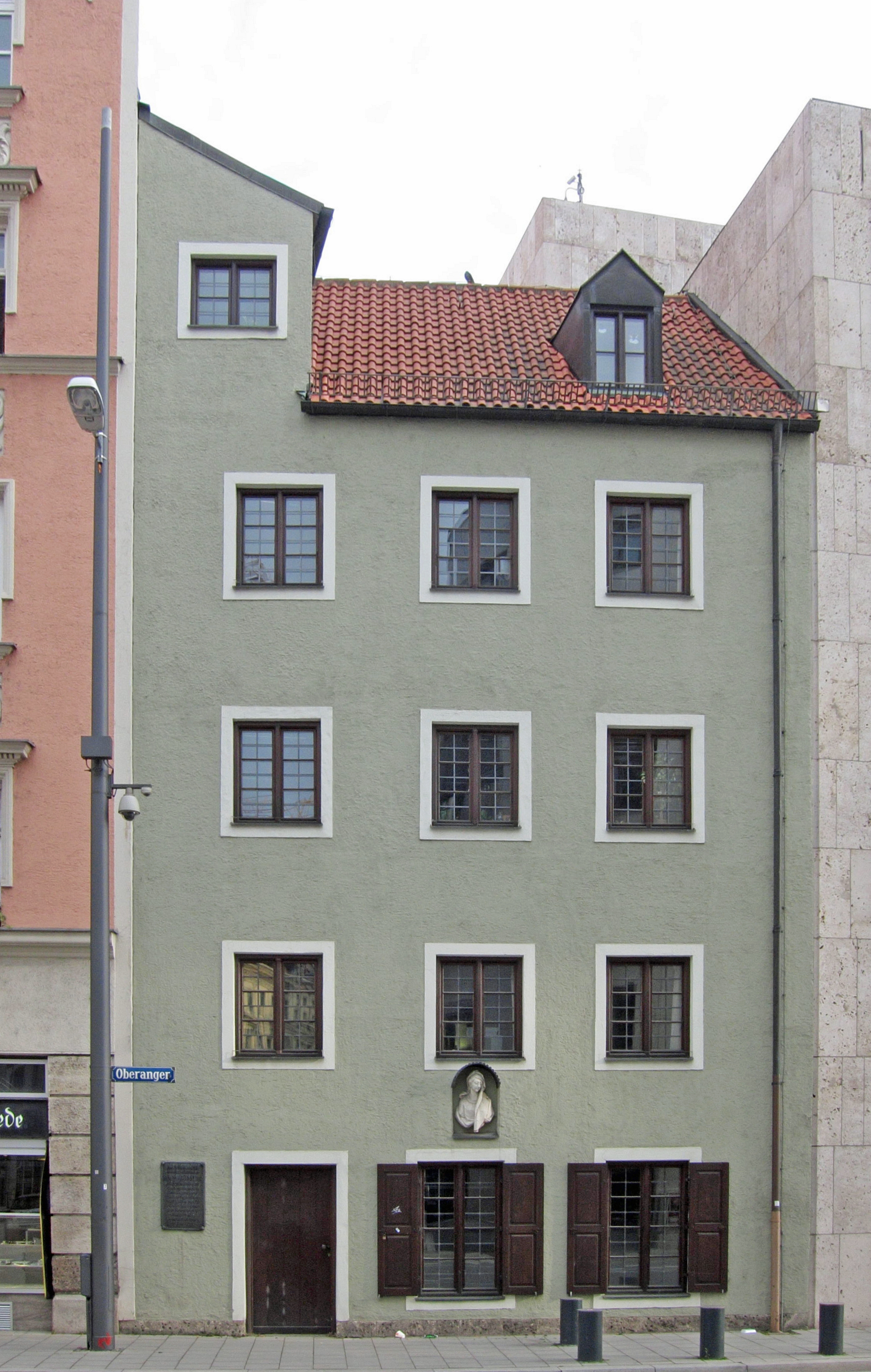
Hinterfront zum Oberanger

Das Altmünchner Bürgerhaus ist ein geschütztes Baudenkmal mit der Denkmalnummer D-1-62-000-6083.
Es wird beschrieben als „viergeschossiger schmaler Satteldachbau mit Mittelerker, durch seitliche Flügel mit viergeschossigem Satteldachrückgebäude mit Ohrwaschlgaube und Hausmadonna (Kopie) am Oberanger verbunden, im Kern spätmittelalterlich, Mitte 19. Jahrhundert erneuert, 1975–1977 wiederhergestellt“.